# Danish Thundersport Championship 2013
2013 Danish Thundersport Championship  er anden sæson af den danske sportsvognsserie  Danish Thundersport Championship (DTC). DTC er en motorsportsserie, hvor bilerne er identiske, hvilket skal gøre det økonomisk overkommeligt for kørerne at deltage. DTC 2013 er den første sæson med deltagelse af andre karrosserier end Chevrolet Camaro; i serien deltog også Dodge Challenger og Ford Mustang, ligesom de nye V8-motorer (LS3) var indført. 
DTC HAVDE I 2013-sæsonen endvidere for første gang et samarbejde med den norske serie NTCC, og afviklede løb i Norge.[kilde mangler]

## Teams og kørere
| Team                          | Bil              | Nr. | Kører                   | Race     |
| ----------------------------- | ---------------- | --- | ----------------------- | -------- |
| SEB Power Group               | Chevrolet Camaro | 1   | Marius Nakken           | Alle     |
| SEB Power Group               | Ford Mustang     | 28  | Molly Petitt            | Alle     |
| DTC Gæstebil                  | Ford Mustang     | 4   | Elliot Winther          | 1        |
| DTC Gæstebil                  | Ford Mustang     | 4   | Kristian Poulsen        | 2        |
| DTC Gæstebil                  | Ford Mustang     | 4   | Henrik Kristensen       | 3        |
| DTC Gæstebil                  | Ford Mustang     | 4   | Michel Nykjær           | 4        |
| DTC Gæstebil                  | Ford Mustang     | 4   | Michael Outzen          | 5        |
| DTC Gæstebil                  | Ford Mustang     | 4   | Flemming Haslund        | 7        |
| Elgaard Motorsport            | Chevrolet Camaro | 5   | Casper Elgaard          | Alle     |
| Elgaard Motorsport            | Chevrolet Camaro | 8   | Patrick Egsgaard        | Alle     |
| Elgaard Motorsport            | Ford Mustang     | 74  | Nicki Petersen          | Alle     |
| FP Racing                     | Chevrolet Camaro | 21  | Mikkel C. Johansen      | 3–7      |
| Magnussen Racing Experience   | Chevrolet Camaro | 23  | Jan Magnussen           | 1–2, 4   |
| Team Bellevue Raceclub        | Chevrolet Camaro | 24  | Kim Rødkjær             | 1–4, 6–7 |
| SEB/AMCAR                     | Chevrolet Camaro | 27  | Elling Sebastian Aarvik | 3–7      |
| Team Rudetoning.dk            | Chevrolet Camaro | 34  | Carsten Diemer          | 3–5      |
| MV Racing                     | Chevrolet Camaro | 42  | Bjarne Nordal           | 3–7      |
| MV Racing                     | Chevrolet Camaro | 58  | Ronny Vestengen         | 3–4      |
| Danish Motorsport Development | Chevrolet Camaro | 60  | Dennis Lind             | Alle     |
| Polar Seafood Racing          | Ford Mustang     | 61  | John Nielsen            | Alle     |
| Polar Seafood Racing          | Ford Mustang     | 62  | Anders Fjordbach        | 1–6      |
| Polar Seafood Racing          | Ford Mustang     | 62  | Frederik Vodder         | 7        |
| Polar Seafood Racing          | Ford Mustang     | 63  | Jesper Sørensen         | Alle     |

- DTC 2013 havde en gæstebil, hvor forskelige kørere kunne prøve kræfter med DTC-bilerne.[1]
- Dennis Lind og Kim Rødkjær konkurrerede i de samme racere som i DTC 2012, men i 2013 med deres egne teams.
- Polar Seafood Racing havde John Nielsen og Anders Fjordbach på holdet. Teamet havde udvidet med en ekstra bil med Jesper Sørensen bag rattet i Polar Seafood's nye mustanger.
- Fukamuni Racing havde trukket sig fra DTC efter 2012 sæsonen.  Jan Magnussen konkurrerede med sit eget team (Magnussen Racing Experience) i en helt ny bil. Fukamuni Racings tilbagetrækning kostede Mikkel Mac et sæde i DTC 2013.
- Ronnie Bremer skulle have debuteret i DTC med sit egnet team i Magnussen's 2012 racer. Men den 7. juni sendte Ronnie Bremer en pressemeddelelse ud om, at DTC-planerne var droppet.
- Casper Elgaard havde hentet to nye unge kørere til teamet. Patrick Egsgaard og Nicki Petersen skulle kæmpe side om side med Casper Elgaard gennem 2013 sæsonen. Både Casper Elgaard og Patrick Egsgaard kørte i Camaroerne, mens Nicki Petersen deltog i den nye Ford Mustang.
- De to norske kørere Marius Nakken og Molly Petitt kørte samtlige DTC-afdelinger i hver deres bil indsat af SEB Power Group. Molly Petitt, som kørte i en Ford Mustang, i modsætning til Marius Nakkens Camaro, havde sit egnet team med. Molly kørte dog stadig under SEB Power Group og deltog sammen med Marius Nakken i holdmesterskabet.
- Frederik Vodder overtog Anders Fjordbachs Mustang i DM Finalen på grund af Fjordbachs rygskade.

## Løbskalender og resultater
| Race | Race | Bane                  | Dato           | Pole position | Hurtigste omgang | Vinder             | Vinder team                   |
| ---- | ---- | --------------------- | -------------- | ------------- | ---------------- | ------------------ | ----------------------------- |
| 1    | R1   | Padborg Park          | 5 Maj          | John Nielsen  | Casper Elgaard   | John Nielsen       | Polar Seafood Racing          |
| 1    | R2   | Padborg Park          | 5 Maj          |               | Dennis Lind      | Jan Magnussen      | Magnussen Racing Experience   |
| 2    | R3   | Classic Race Aarhus   | 19 Maj         | Jan Magnussen | Jan Magnussen    | Jan Magnussen      | Magnussen Racing Experience   |
| 2    | R4   | Classic Race Aarhus   | 19 Maj         | Jan Magnussen | John Nielsen     | Jan Magnussen      | Magnussen Racing Experience   |
| 3    | R5   | Jyllandsringen        | 16 June        | Dennis Lind   | John Nielsen     | Dennis Lind        | Danish Motorsport Development |
| 3    | R6   | Jyllandsringen        | 16 June        |               | Dennis Lind      | John Nielsen       | Polar Seafood Racing          |
| 4    | R7   | Jyllandsringen        | 25 August *    | Dennis Lind   | Dennis Lind      | Dennis Lind        | Danish Motorsport Development |
| 4    | R8   | Jyllandsringen        | 25 August *    |               | Dennis Lind      | Dennis Lind        | Danish Motorsport Development |
| 5    | R9   | Padborg Park          | 8 September    | Dennis Lind   | Dennis Lind      | Dennis Lind        | Danish Motorsport Development |
| 5    | R10  | Padborg Park          | 8 September    |               | John Nielsen     | Dennis Lind        | Danish Motorsport Development |
| 6    | R11  | Rudskogen Motorsenter | 15 September * | Dennis Lind   | Dennis Lind      | Dennis Lind        | Danish Motorsport Development |
| 6    | R12  | Rudskogen Motorsenter | 15 September * |               | Dennis Lind      | Mikkel C. Johansen | FP Racing                     |
| 7    | R13  | Jyllandsringen        | 29 September   | Dennis Lind   | John Nielsen     | John Nielsen       | Polar Seafood Racing          |
| 7    | R14  | Jyllandsringen        | 29 September   |               | John Nielsen     | Casper Elgaard     | Elgaard Motorsport            |

## Kørernes mesterskab
| Pos. | Kører             | PAD | PAD | AAR  | AAR  | JYL  | JYL | JYL2 | JYL2 | PAD2 | PAD2 | RUD | RUD | JYL3 | JYL3 | Point |
| ---- | ----------------- | --- | --- | ---- | ---- | ---- | --- | ---- | ---- | ---- | ---- | --- | --- | ---- | ---- | ----- |
| 1    | Dennis Lind       | 2   | Ret | (12) | 4    | 1    | 4   | 1    | 1    | 1    | 1    | 1   | 2   | 2    | 4    | 210   |
| 2    | John Nielsen      | 1   | Ret | 2    | 3    | 2    | 1   | 3    | 2    | 2    | 4    | 3   | (6) | 1    | 2    | 203   |
| 3    | Casper Elgaard    | 3   | 3   | 3    | 2    | (8)  | 3   | (8)  | 5    | 3    | 6    | DSQ | 4   | 4    | 1    | 159   |
| 4    | Marius Nakken     | 6   | 2   | 5    | 6    | 6    | (8) | (7)  | 3    | 6    | 2    | 2   | 5   | 3    | 6    | 153   |
| 5    | Nicki Petersen    | 7   | 4   | 9    | (11) | 10   | 6   | 10   | 7    | Ret  | 5    | 4   | 7   | 7    | 7    | 111   |
| 6    | Anders Fjordbach  | 5   | 5   | 6    | 5    | 3    | 7   | 4    | Ret  | 4    | 3    | Ret | DNS |      |      | 104   |
| 7    | Mikkel Johansen   |     |     |      |      | 4    | 2   | 14   | 6    | 5    | 9    | 6   | 1   | DSQ  | 5    | 101   |
| 8    | Jesper Sørensen   | 8   | Ret | 7    | 9    | 9    | 10  | 9    | 4    | DSQ  | 8    | 8   | 8   | 6    | 8    | 100   |
| 9    | Jan Magnussen     | 4   | 1   | 1    | 1    |      |     | 2    | 12   |      |      |     |     |      |      | 94    |
| 10   | Patrick Egsgaard  | Ret | DSQ | 11   | 12   | 7    | 5   | (15) | 9    | 7    | 7    | 10  | 9   | 9    | Ret  | 74    |
| 11   | Molly Pettit      | 9   | 7   | 8    | 10   | (13) | 12  | 12   | 13   | 11   | 10   | 8   | 10  | (14) | 9    | 73    |
| 12   | Sebastian Aarvik  |     |     |      |      | 5    | 9   | 5    | Ret  | Ret  | DSQ  | 5   | 3   | 5    | Ret  | 66    |
| 13   | Kim Rødkjær       | Ret | 6   | DSQ  | 8    | Ret  | Ret | 13   | 8    |      |      | DSQ | 11  | 10   | 10   | 52    |
| 14   | Bjarne Nordal     |     |     |      |      | 12   | 13  | 11   | 10   | 9    | 11   | 9   | 12  | 11   | 13   | 49    |
| 15   | Frederik Vodder   |     |     |      |      |      |     |      |      |      |      |     |     | 8    | 3    | 23    |
| 16   | Kristian Poulsen  |     |     | 4    | 7    |      |     |      |      |      |      |     |     |      |      | 22    |
| 17   | Henrik Kristensen |     |     | 10   | DNS  | 14   | 11  |      |      |      |      |     |     | 12   | 11   | 22    |
| 18   | Carsten Diemer    |     |     |      |      | Ret  | Ret | 16   | 11   | 10   | Ret  |     |     |      |      | 11    |
| 19   | Michel Nykjær     |     |     |      |      |      |     | 6    | DNS  |      |      |     |     |      |      | 10    |
| 20   | Michael Outzen    |     |     |      |      |      |     |      |      | 8    | Ret  |     |     |      |      | 8     |
| 21   | Ronny Vestengen   |     |     |      |      | 11   | 14  | Ret  | Ret  |      |      |     |     |      |      | 7     |
| 22   | Flemming Haslund  |     |     |      |      |      |     |      |      |      |      |     |     | 13   | 12   | 7     |
| 23   | Elliot Winther    | Ret | DNS |      |      |      |     |      |      |      |      |     |     |      |      | 0     |
| Pos. | Kører             | PAD | PAD | AAR  | AAR  | JYL  | JYL | JYL2 | JYL2 | PAD2 | PAD2 | RUD | RUD | JYL3 | JYL3 | Point |

| Pos. | Hold                 | PAD | PAD | AAR | AAR | JYL | JYL | JYL2 | JYL2 | PAD2 | PAD2 | RUD | RUD | JYL3 | JYL3 | Point |
| ---- | -------------------- | --- | --- | --- | --- | --- | --- | ---- | ---- | ---- | ---- | --- | --- | ---- | ---- | ----- |
| 1    | Polar Seafood Racing | 1   | Ret | 2   | 3   | 2   | 1   | 3    | 2    | 2    | 4    | 3   | 6   | 1    | 2    | 321   |
| 1    | Polar Seafood Racing | 5   | 5   | 6   | 5   | 3   | 7   | 4    | 4    | 4    | 3    | 8   | 8   | 6    | 8    | 321   |
| 2    | SEB Power Group      | 6   | 2   | 5   | 6   | 6   | 8   | 7    | 3    | 6    | 2    | 2   | 5   | 3    | 6    | 248   |
| 2    | SEB Power Group      | 9   | 7   | 8   | 10  | 13  | 11  | 12   | 13   | 11   | 10   | 8   | 10  | 14   | 9    | 248   |
| 3    | Elgaard Motorsport   | Ret | DSQ | 11  | 12  | 7   | 5   | 15   | 9    | 7    | 7    | 10  | 9   | 9    | Ret  | 191   |
| 3    | Elgaard Motorsport   | 7   | 4   | 9   | 11  | 10  | 6   | 10   | 7    | Ret  | 5    | 4   | 7   | 7    | 7    | 191   |
| 4    | STARK Racing         | 3   | 3   | 3   | 2   | 8   | 3   | 8    | 5    | 3    | 6    | DSQ | 4   | 4    | 1    | 175   |
| 5    | Magnussen Racing     | 4   | 1   | 1   | 1   |     |     | 2    | 12   |      |      |     |     |      |      | 94    |
| Pos. | Kører                | PAD | PAD | AAR | AAR | JYL | JYL | JYL2 | JYL2 | PAD2 | PAD2 | RUD | RUD | JYL3 | JYL3 | Point |

| Farve      | Resultat                                      |
| ---------- | --------------------------------------------- |
| Guld       | Vinder                                        |
| Silver     | 2. plads                                      |
| Bronze     | 3. plads                                      |
| Grøn       | points                                        |
| Blue       | ingen points                                  |
| Blue       | Ikke-klassificeret (NC)                       |
| Purple     | Ikke fuldført (Ret)                           |
| Red        | Ikke kvalificeret (DNQ)                       |
| Red        | Ikke prækvalificeret (DNPQ)                   |
| Black      | diskvalificeret (DSQ)                         |
| White      | Ikke-startet (DNS)                            |
| White      | Løbet aflyst (C)                              |
| Light blue | Kun testet (PO)                               |
| Light blue | Fredag testkører (TD) (fra 2003 og fremefter) |
| Blank      | Har ikke testkørt (DNP)                       |
| Blank      | Ekskluderet (EX)                              |
| Blank      | Ikke ankommet (DNA)                           |
| Blank      | Trak ind før begivenheden (WD)                |
| P          | Poleposition                                  |
| H          | Hurtigste runde                               |
| PH         | Både poleposition og hurtigste runde          |

‡ I slutstillingen fratrækkes hver kørers de to dårligste resultater. Dog kan kørerne ikke fratrække heat hvor de er blevet diskvalificeret eller det sidste heat i sæsonen
| 2013 Danish Thundersport Championship | 2013 Danish Thundersport Championship | 2013 Danish Thundersport Championship | 2013 Danish Thundersport Championship | 2013 Danish Thundersport Championship | 2013 Danish Thundersport Championship | 2013 Danish Thundersport Championship | 2013 Danish Thundersport Championship | 2013 Danish Thundersport Championship | 2013 Danish Thundersport Championship | 2013 Danish Thundersport Championship | 2013 Danish Thundersport Championship | 2013 Danish Thundersport Championship | 2013 Danish Thundersport Championship | 2013 Danish Thundersport Championship | 2013 Danish Thundersport Championship | 2013 Danish Thundersport Championship | 2013 Danish Thundersport Championship | 2013 Danish Thundersport Championship | 2013 Danish Thundersport Championship | 2013 Danish Thundersport Championship |
| Forrige sæson                         | Næste sæson                           |                                       |                                       |                                       |                                       |                                       |                                       |                                       |                                       |                                       |                                       |                                       |                                       |                                       |                                       |                                       |                                       |                                       |                                       |                                       |
| 2012                                  | 2014                                  |                                       |                                       |                                       |                                       |                                       |                                       |                                       |                                       |                                       |                                       |                                       |                                       |                                       |                                       |                                       |                                       |                                       |                                       |                                       |
| ------------------------------------- | ------------------------------------- | ------------------------------------- | ------------------------------------- | ------------------------------------- | ------------------------------------- | ------------------------------------- | ------------------------------------- | ------------------------------------- | ------------------------------------- | ------------------------------------- | ------------------------------------- | ------------------------------------- | ------------------------------------- | ------------------------------------- | ------------------------------------- | ------------------------------------- | ------------------------------------- | ------------------------------------- | ------------------------------------- | ------------------------------------- |

## Ekstern henvisninger
- Racemag.dk
- DTC's hjemmeside

## Fodnoter
1. ↑  "Kørere som Michel Nykjær og Kristian Poulsen, tidl. FIA WTCC Independents-verdensmester har deltaget". Arkiveret fra originalen 4. marts 2016. Hentet 27. september 2013.